# Natuurlijke kiesdrempel

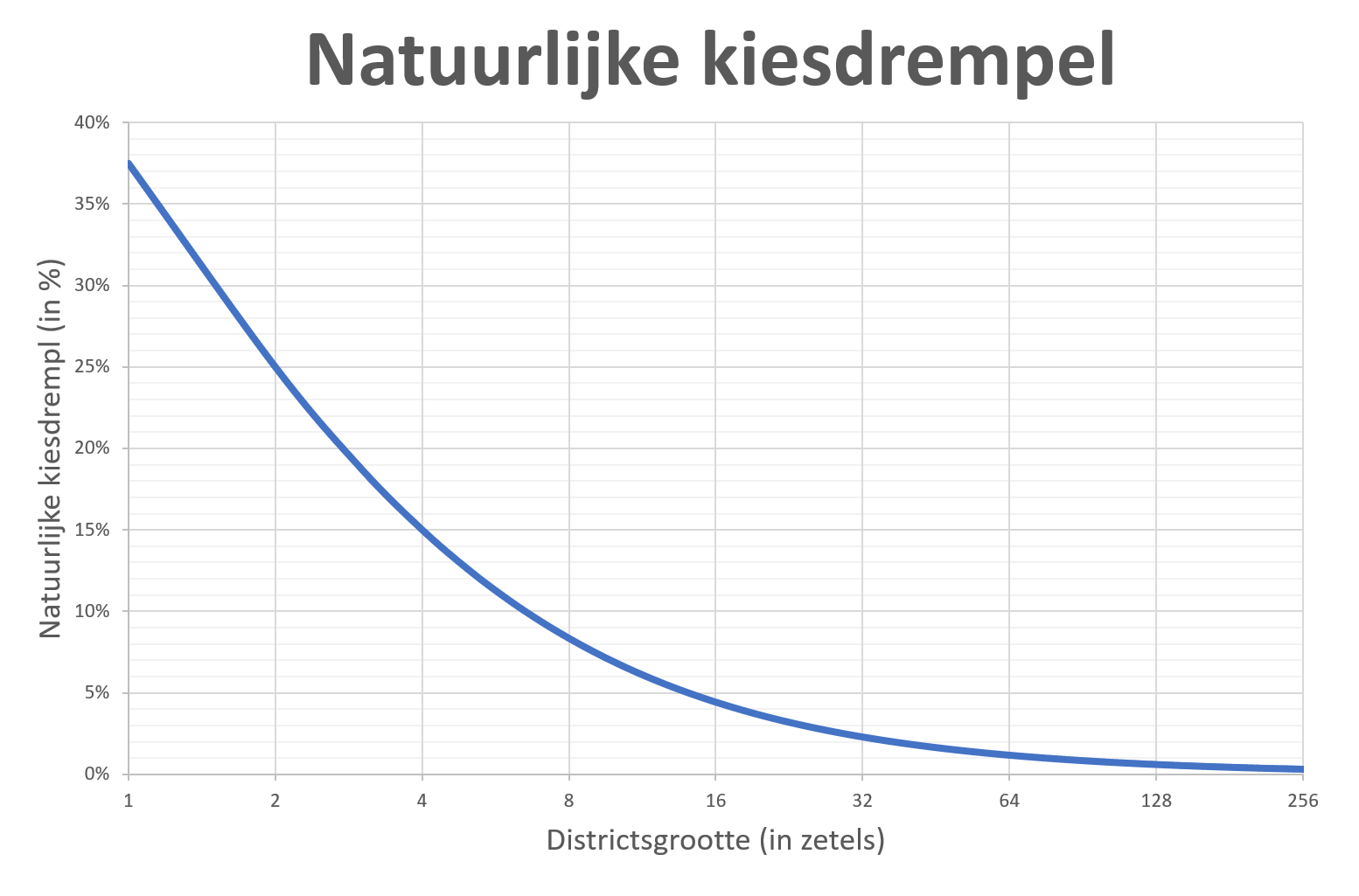
De natuurlijke kiesdrempel hangt samen met de omvang van een kiesdistrict: hoe kleiner het kiesdistrict, hoe hoger de effectieve drempel en hoe minder partijen er vertegenwoordigd zijn.

De term natuurlijke kiesdrempel, ook wel effectieve kiesdrempel genoemd, verwijst naar het fenomeen waarbij het aantal beschikbare zetels in een kiesdistrict een impliciete drempel vormt voor het behalen van een zetel. Dit is in tegenstelling tot een expliciete kiesdrempel, zoals een bepaald percentage van de stemmen, die vaak door wetgeving wordt vastgelegd. De natuurlijke kiesdrempel wordt bepaald door de structuur van het kiesstelsel omdat de grootte van kiesdistricten doorslaggevend is.

## Mechanisme
In kiesstelsels met kiesdistricten stemmen kiezers doorgaans op kandidaten of partijen die in hun eigen kiesdistrict kansrijk zijn. Dit komt met name doordat het minimumpercentage stemmen dat nodig is om een zetel in een specifiek district te winnen vaak aanzienlijk is. Dit gedrag heeft belangrijke gevolgen voor de representatie op nationaal niveau, omdat kiezers strategisch stemmen en kleinere partijen vaak geen reële kans maken in kiesdistricten met een lage omvang.
Hoewel landen met compensatiemechanismen, zoals vereffeningszetels (bijvoorbeeld in Zweden en Denemarken), proberen om de nationale zetelverdeling recht te trekken, blijft het onduidelijk in hoeverre kiezers hun stemgedrag hierop afstemmen. Sommige onderzoeken suggereren dat kiezers zich primair laten leiden door districtskansen en minder rekening houden met de nationale uitkomst, zelfs in systemen met een gecorrigeerd evenredig karakter.

## Formule
De natuurlijke kiesdrempel van een kiesdistrict kan benaderd worden door de formule van Arend Lijphart.
{\displaystyle Natuurlijke\ kiesdrempel\thickapprox {75 \over Z+1}}
Hierbij staat de Z voor het aantal zetels in een kiesdistrict en wordt de uitkomst weergegeven in procenten. Hoe meer zetels een kiesdistrict heeft, hoe lager de natuurlijke kiesdrempel wordt.

### Tabel
| Districtsgrootte | Natuurlijke kiesdrempel |
| ---------------- | ----------------------- |
| 1                | 37,5%                   |
| 2                | 25,0%                   |
| 4                | 15,0%                   |
| 8                | 8,33%                   |
| 16               | 4,41%                   |
| 32               | 2,27%                   |
| 64               | 1,15%                   |
| 128              | 0,58%                   |
| 256              | 0,29%                   |

### Rekenvoorbeeld
Een parlement van 150 leden zonder een wettelijk vastgelegde kiesdrempel zou met een nationaal kiesdistrict een natuurlijke kiesdrempel van circa 0,50% hebben. Indien hetzelfde parlement zou worden verkozen via 10 meervoudige kiesdistricten met elk 15 zetels, zou de natuurlijke kiesdrempel ongeveer 4,69% bedragen.

## Effecten op het partijlandschap
De grootte van een kiesdistrict heeft een directe invloed op de natuurlijke kiesdrempel. Hieronder worden enkele ordes van grootte en hun effecten besproken. In systemen met een hoge natuurlijke kiesdrempel, zoals in enkelvoudige of kleine meervoudige kiesdistricten, is de kans op een gefragmenteerd partijlandschap gering. Dit komt doordat kleine partijen moeite hebben om de benodigde stemmen in één kiesdistrict te concentreren. In grotere meervoudige districten of systemen met nationale kiesdistricten kan daarentegen een breder scala aan partijen zetels behalen, wat leidt tot een meer diverse parlementaire vertegenwoordiging.

### Enkelvoudige kiesdistricten
In systemen met enkelvoudige kiesdistricten, zoals in het Verenigd Koninkrijk en de Verenigde Staten, vertegenwoordigt elk kiesdistrict slechts één zetel. De natuurlijke kiesdrempel ligt daardoor zeer hoog: een kandidaat moet minimaal zo'n 38% van de stemmen behalen om een zetel te winnen en soms is zelfs een absolute meerderheid vereist van 50% vereist. Dit leidt vaak tot een tweepartijenstelsel, omdat kiezers strategisch stemmen op kansrijke partijen. Een derde kandidaat of partij wordt in dergelijke situaties vaak een spoilerkandidaat genoemd aangezien deze stemmers weghaalt van een van de twee grootste kanshebbers.

### Kleine meervoudige kiesdistricten
In Ierland wordt gebruik gemaakt van kleine meervoudige kiesdistricten van 3 tot 5 zetels. De natuurlijke kiesdrempel ligt hier lager dan in enkelvoudige districten, maar blijft substantieel: een partij of kandidaat heeft bijvoorbeeld in een kiesdistrict met drie zetels ongeveer 20% van de stemmen nodig voor een zetel. Mede hierdoor wordt het systeem van de enkelvoudige overdraagbare stem gehanteerd om verspilde stemmen te voorkomen.

### Grote meervoudige kiesdistricten
Denemarken gebruikt grotere meervoudige kiesdistricten van 10 tot en met 20 zetels per district in combinatie met een landelijke kiesdrempel van 2%. Dit verlaagt de natuurlijke kiesdrempel aanzienlijk, wat kleinere partijen betere kansen biedt om zetels te winnen. Tegelijkertijd worden op nationaal niveau vereffeningszetels toegepast om partijen te compenseren die binnen kiesdistricten te weinig toegewezen zetels hebben verkregen. Dit vergroot de evenredigheid. 
Noorwegen heeft kiesdistricten van 4 tot en met 20 zetels en hanteert geen nationale kiesdrempel, waardoor kleinere partijen met een sterke regionale basis ook zetels kunnen winnen, mits het betreffende kiesdistrict voldoende groot is. Een voorbeeld hiervan is de lokale partij Pasientfokus in 2021 uit het noordelijke kiesdistrict Finnmark dat daar 1 van de 5 zetels behaalde met ongeveer 13% van de stemmen. Het land kent echter wel een kiesdrempel van 4% bij het toewijzen van vereffeningszetels.

### Nationale kiesdistricten
In landen met een alomvattend nationaal kiesdistrict, zoals Nederland en Israël, bestaat nauwelijks een natuurlijke kiesdrempel, omdat het gehele land als één kiesdistrict fungeert. Hier wordt vaak een expliciete kiesdrempel gehanteerd (bijvoorbeeld 3,25% in Israël en 0,67% in Nederland) om versplintering te beperken.